# قصف ميلانو في الحرب العالمية الثانية

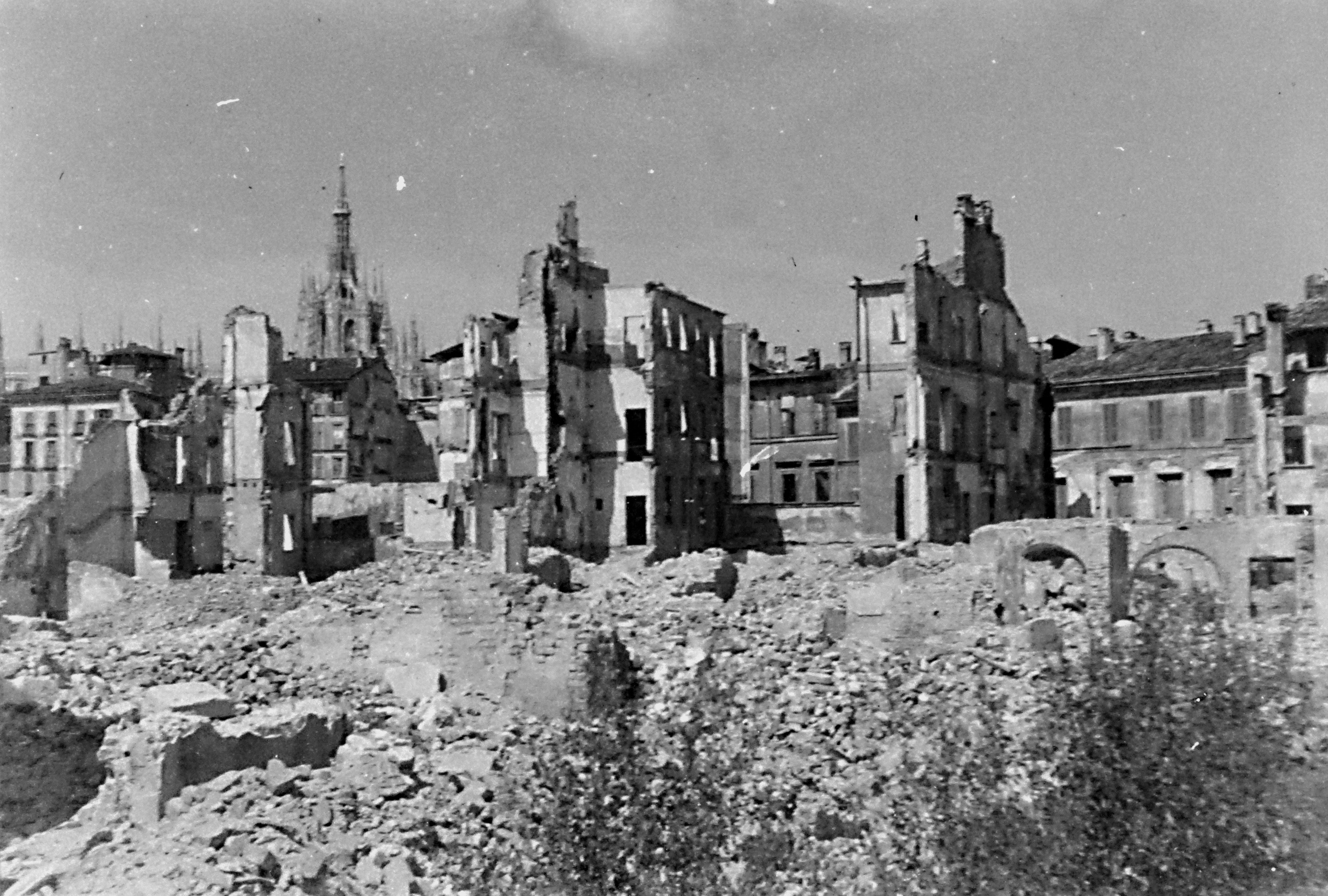
مبان مدمرة في ميلان بعد عمليات قصف أغسطس 1943. تظهر كاتدرائية ميلان في الخلف

باعتبارها المركز الاقتصادي والصناعي الرئيسي في إيطاليا، وثاني أكبر مدينة في البلاد، تعرضت ميلانو إلى قصفٍ كثيفٍ خلال الحرب العالمية الثانية، فكانت أكثر مدينة متعرضة للقصف في شمال إيطاليا وواحدة من أكثر المدن تعرضًا للقصف في البلاد.

## الغارات الأولى 1940
بعد صيف عام 1943 وهدنة كاسيبيل، أنهت قيادة القاذفات حملتها ذات القصف الموسع على شمال إيطاليا. لم تُقصف ميلانو بعدها لعدة أشهر، لكن في ربيع 1944، مع تقدم الحملة الإيطالية، بدأت حملة قصف جديدة، هذه المرة من قِبل القوات الجوية لجيش الولايات المتحدة (نهارًا) والقوات الجوية المتوسطية للحلفاء التابعة للقوات الجوية الملكية (ليلًا). استهدف القصف بشكل أساسي ساحات الفرز والمصانع، لكن عدم الدقة في القصف  سبب أضرارًا بالغة في الأحياء السكنية وضحايا من المدنيين.
حدث القصف الأول لعام 1944 في ليلة 28/29 مارس، حين هاجمت 78 قاذفة من نوع فيكرز ويلينغتون تابعة لقاذفات القوات الجوية المتوسطية للحلفاء، محطة قطار ميلانو لامبراتي. أُصيب الهدف، مما أدى إلى تدمير خطوط السكك الحديدية ونحو 300 عربة، لكن القنابل سقطت أيضًا على المناطق المجاورة، مما أدى إلى مقتل 18 مواطن وجرح 45. في صباح 29 مارس، هاجمت 139 قاذفة أخرى من قاذفات سلاح الجو الخامس عشر التابع للقوات الجوية لجيش الولايات المتحدة الهدف ذاته، فدُمرت 500 عربة أخرى و5 قاطرات وأكثر من 5 كم من خط السكة الحديدية؛ قُتل 59 شخصًا. لم تُسقَط أي طائرة في أي من الحادثتين. في 30 أبريل دمر قصفٌ جديد من قِبل سلاح الجو الخامس عشر، مصنع بريدا وألحق مزيدًا من الأضرار على ساحة فرز محطة لامبراتي (دُمرت 32 مقطورة و100 عربة)؛ إضافة إلى هذه الأهداف، قُصفت المدينة أيضًا، مما أسفر عن مقتل 40 مدني. في ليل 13 مايو أُرسلت 8 قاذفات تابعة للقوات الجوية المتوسطية للحلفاء، لقصف ساحة فرز محطة لامبراتي، أخطأت هدفها وأسقطت قنابلها على بلدتي غورغونزولا وتشيرنوسكو سول نافيليو. في ليل 10/11 يوليو 1944، فجرت 84 قاذفة من نوع ويلينغتون تابعة للقوات الجوية المتوسطية للحلفاء محطة لامبراتي مرة أخرى، لكن هذه المرة لم يكن الضرر كبيرًا (وفُقدت إحدى الطائرات)؛ بعد عدة ليالي، هاجمت 89 قاذفة من نوع ويلينغتون الهدف ذاته، لكن أُصيبت قاذفتان بواسطة نيران الدفاع الجوي وتعرضت ساحة الفرز لضرر محدود. في 10 سبتمبر، شنت 71 قاذفة تابعة للقوات الجوية المتوسطية للحلفاء هجمة أخرى على محطة لامبراتي، التي قُصفت مع المدينة المجاورة (52 ضحية).
تعرضت ميلان لآخر قصفٍ كثيف في 20 أكتوبر 1944. في ذلك اليوم، أُرسلت مجموعة من 111 قاذفة تابعة للقوات الجوية لجيش الولايات المتحدة لتفجير مصانع بريدا وإزوتا فراتشيني وألفا روميو؛ في حين أصابت المجموعات المكلفة بالهجوم على مصنعي إزوتا فراتشيني وألفا روميو هدفها، إلا أن 36 قاذفة من نوع كونسوليداتيد بي – 24 ليبراتور تابعة لمجموعة القصف الأربعمئة والواحد والأربعون فوتت مصنع بريدا بسبب خطأ ملاحي، وقرر قائدهم، بعد إدراكه للخطأ، إطلاق القنابل مباشرةً (لم يعد بالإمكان العودة إلى مصنع بريدا أبدًا). أسفر هذا الأمر عن سقوط 80 طن من القنابل على ضاحيتي غورلا وبريكوتو، ذواتا الكثافة السكانية المرتفعة؛ قُتل 614 مدني، من بينهم 184 طفلًا و14 معلمًا ومدير المدرسة و4 حراس ومساعدة صحية وجميعهم من مدرسة «فرانشيسكو كريسبي» الابتدائية، التي تلقت ضربة مباشرة حين كان الأطفال وموظفو المدرسة يتجهون إلى ملجأ الغارات الجوية في الطابق السفلي. كانت الطالبة نايومي كابيليني والطالب أنتونيو سكومينا، 7 سنوات آنذاك، الناجيان الوحيدان، رفض كلاهما أوامر الراهبات بالبقاء في ملجأ الغارات الجوية.
بعد 20 أكتوبر 1944، لم تُنفذ عمليات قصف أخرى على ميلان. وقعت عدة هجمات جوية صغيرة، عبارة عن عمليات قصف ورشق بواسطة مقاتلات قاذفات وقاذفات خفيفة، في خريف 1944 وشتاء وربيع 1945؛ هوجمت القطارات والمركبات ووسائط النقل وبشكل عام الأهداف السانحة. قُتل عشرات المدنيين، إذ لم ممكنًا تمييز القطارات والمركبات المستخدمة من قِبل الفيرماخت وتلك التي تحمل المدنيين.